# سیارک ۳۵۰۶۲
سیارک ۳۵۰۶۲ (به انگلیسی: 35062 Sakuranosyou، نامگذاری:1988EP) سی و پنج هزار و شصت و دومین سیارک کشف شده‌است که در ۱۲ مارس ۱۹۸۸ کشف شد.